# Flora Torrigiani
Flora Torrigiani, conosciuta anche come Vanna Torrigiani (...), è una ballerina e coreografa italiana.

## Biografia
Proveniente da una nobile famiglia, frequenta sin da bambina l'accademia nazionale di danza, dopo il diploma viene scritturata da varie compagnie del teatro di varietà, prima come ballerina di fila, poi come prima ballerina e solista, partecipando, dalla fine degli anni '30 a spettacoli con Erminio Macario, Totò e Carlo Dapporto, ed altri prodotti dall'impresario Remigio Paone
Il debutto nel cinema avviene nel 1941, nella pellicola Violette nei capelli di Carlo Ludovico Bragaglia, per proseguire sempre in parti coreografiche sino al 1955, quando fonda a Roma la Compagnia Italiana del Balletto, dove sia come solista che come coreografa produce spettacoli di balletto d'avanguardia, dopo questa esperienza fonda una scuola di danza a Roma.

## Teatro

Flora Torrigiani in un varietà RAI del 1955

- Roma città chiusa, con Aldo Fabrizi, Riccardo Billi, le Sorelle Nava, Chiaretta Gelli, Adriana Serra, Maria Donati, Alberto Rabagliati, Flora Torrigiani 1945.
- Febbre azzurra, di Mario Amendola con Erminio Macario, Giulio Marchetti, Lea Padovani, Lily Granado, Adriana Serra, Loris Gizzi, Vinicio Sofia, Flora Torrigiani (prima ballerina), musiche di Pasquale Frustaci, regia di Macario 1945.
- Mouline Rouge, di Macario e Amendola, con Macario, Lea Padovani, Adriana Serra, Flora Torrigiani, Mara Landi, Achille Togliani regia di Macario 1945 1946.
- Bada che ti mangio, di Michele Galdieri, con Totò, Elena Giusti, Isa Barzizza, Flora Torrigiani, Mario Riva, Adriana Serra, Diana Dei, Mario Castellani, regia di Galdieri 1948.
- Chi è di scena?, di Galdieri, con Anna Magnani, Luigi Cimara, Andreina Paul, Gianrico Tedeschi, Flora Torrigiani, regia di Galdieri 1953.

## Varietà televisivi RAI
- Jazz il bandito, divagazioni di Antonio Amurri e Faele, con il Quartetto Cetra e Flora Torrigiani, regia di Lino Procacci 1955
- Un giorno dopo l'altro, spettacolo musicale di Nanni Svampa e Lino Patruno, coreografie di Flora Torrigiani, regia Guido Stagnaro 1974

## Filmografia
- Violette nei capelli, regia di Carlo Ludovico Bragaglia (1941)
- Il ventesimo duca, regia di Lucio De Caro (1945)
- Lo sbaglio di essere vivo, regia di Carlo Ludovico Bragaglia (1945)
- Totò le Mokò, regia di Carlo Ludovico Bragaglia (1949)
- Figaro qua, Figaro là, regia di Carlo Ludovico Bragaglia (1950)
- I due sergenti, regia di Carlo Alberto Chiesa (1951)
- I falsari, regia di Franco Rossi (1951)
- Malavita, regia di Rate Furlan (1951)
- Viva la rivista!, regia di Enzo Trapani (1953)
- Cantate con noi, regia di Roberto Bianchi Montero (1955)